# Ouattara Lagazane
Ouattara Lagazane, né le 1er janvier 1963 à Bondoukou, est un sprinteur ivoirien spécialisé dans le 200 mètres.
Il participe aux Jeux olympiques d'été de 1992, il est éliminé en quarts de finale. Il participe également aux Championnats du monde de 1993 et terminé septième au relais 4 x 100 mètres, avec ses coéquipiers Ibrahim Meité, Jean-Olivier Zirignon et Frank Waota.